# Литванска Совјетска Социјалистичка Република
Литванска Совјетска Социјалистичка Република (литв. Lietuvos Tarybų Socialistinė Respublika; рус. Литовская Советская Социалистическая Республика је била једна од република које су сачињавале Совјетски Савез. Успостављена је 21. јула 1940, а конститутивном републиком Совјетског Савеза постала је 3. августа 1940. године. Од 1941. до 1944. године налазила се под немачком окупацијом. Литванија је званично изашла из Совјетског Савеза 11. марта 1991. године.

## Историја

### Литванска ССР 1918—1919.
Прва Литванска Совјетска Социјалистичка Република била је прокламована 16. децембра 1918. године, од стране прелазне револуционарне владе Литваније, чији су чланови сви били у Комунистичкој партији Литваније. Литванску ССР су подуприле јединице Црвене армије, али њена влада није успела да добије тако широку подршку међу народом попут Већа Литваније, које је после постало једина легитимна влада Литваније. Два месеца касније, 27. фебруара 1919. године, Литванска ССР је здружена с ССР Белорусијом, након чега је проглашена Литванско-Белоруска ССР. Ова совјетска република трајала је до 25. августа 1919. године. Руска СФСР званично је признала постојање независне Литваније 12. јула 1920. године, Совјетско-литванским миром, окончавши тиме постојање совјетске републике, које је требало да буде формирана на њеној територији. Наводно је само избијање Пољско-совјетског рата спречило Црвену армију да освоји Литванију и поновно успостави совјетску републику.

### Други светски рат
По закључењу Споразума Молотов-Рибентроп, августа 1939. године, Литванија је требало да припадне немачкој сфери утицаја, али је избијањем Другог светског рата Немачка препустила Литванију Совјетском Савезу у замену за пољски град Лублин и део Варшавске провинције. Тако је под пристиском Совјетског Савеза, 21. јула 1940. године, успостављена Литванска Совјетска Социјалистичка Република. Трупе Црвене армије ушле су у Литванску ССР 15. јуна, а 3. августа је комунистичка влада Литванске ССР прогласила је приступање Литванске ССР Совјетском Савезу, као четрнаесте конститутивне републике.
Територију Литванске ССР окупирала је немачка војска, јуна 1941. године, али су ју до јула 1944. ослободиле јединице Црвене армије у тзв. Балтичкој офанзиви. Након прикључења Совјетском Савезу, али и по повратку совјетске власти, вршене су масовне депортације Литванаца у сибирске логоре, под разним оптужбама.

### Послератни период и независност
Сједињене Америчке Државе, Велика Британија и остале западне државе сматрале су совјетску окупацију Литваније 1940. године илегалном, али су признале совјетске границе на свим послератним мировним конференцијама. Упркос томе, САД су за све време постојања Совјетског Савеза одбијале да признају совјетску анексију свих балтичких држава.
На Потсдамској конференцији, 1945. године, Литванској ССР је потврђено припајање региона Клаипеда, бившег немачког Мемела.
Литванија је прогласила независност од Совјетског Савеза 11. марта 1990. године. Тиме је Литванија прекинула суверентитет Совјетског Савеза над својом територијом, након доношења одлуке о повратку независности. Власти Совјетског Савеза проглаиле су декларацију неважећом, јер је Литванија прво морала да прође процес одвајања одређен совјетским Уставом.
Исланд је одмах признао независност Литваније, а то је учинила и већина осталих земаља након августовског покушаја државног удара, 1991. године. Влада Совјетског Савеза званично је признала независност Литваније 6. септембра 1991. године.

## Функционери Литванске ССР

### Председници
- Председник Президијума врховног совјета
  - Јустас Палецкис (25. август 1940. – 14. април 1967)
  - Мотејус Сумаускас (14. април 1967. – 24. децембар 1975)
  - Антанас Баркаускас (24. децембар 1975. – 18. новембар 1985)
  - Рингаудас Сонгаила (18. новембар 1985. – 7. децембар 1987)
  - Витаутас Астраускас (7. децембар 1987. – 15. јануар 1990)
  - Алгирдас Бразаускас (15. јануар 1990. – 11. март 1990)

### Премијери
- Председник Већа народних комесара
  - Мецисловас Гедвилас (25. август 1940. – 2. април 1946)
- Председник Већа министара
  - Мецисловас Гедвилас (2. април 1946. – 16. јануар 1956)
  - Мотејус Сумаускас (16. јануар 1956. – 14. април 1967)
  - Јуозас Маниусис (14. април 1967. – 16. јануар 1981)
  - Рингаудас Сонгаила (16. јануар 1981. – 18. новембар 1985)
  - Витатуас Сакалаускас (18. новембар 1985. – 17. март 1990)[3]